# Olimpiai érmesek listája teniszben
Ez a lap az olimpiai érmesek listája teniszben 1896-tól 2016-ig.

## Összesített éremtáblázat
(A táblázatokban Magyarország és a rendező nemzet sportolói eltérő háttérszínnel, az egyes számoszlopok legmagasabb értéke vagy értékei vastagítással kiemelve.)
| A nyári olimpiai játékok összesített éremtáblázata teniszben | A nyári olimpiai játékok összesített éremtáblázata teniszben | A nyári olimpiai játékok összesített éremtáblázata teniszben | A nyári olimpiai játékok összesített éremtáblázata teniszben | A nyári olimpiai játékok összesített éremtáblázata teniszben | Olimpia  |
| ------------------------------------------------------------ | ------------------------------------------------------------ | ------------------------------------------------------------ | ------------------------------------------------------------ | ------------------------------------------------------------ | -------- |
|                                                              | Ország                                                       | Arany                                                        | Ezüst                                                        | Bronz                                                        | Összesen |
| 1.                                                           | Egyesült Államok (USA)                                       | 21                                                           | 6                                                            | 12                                                           | 39       |
| 2.                                                           | Nagy-Britannia (GBR)                                         | 17                                                           | 14                                                           | 12                                                           | 43       |
| 3.                                                           | Franciaország (FRA)                                          | 5                                                            | 6                                                            | 8                                                            | 19       |
| 4.                                                           | Oroszország (RUS)                                            | 3                                                            | 3                                                            | 2                                                            | 8        |
| 5.                                                           | Dél-afrikai Unió (RSA)                                       | 3                                                            | 2                                                            | 1                                                            | 6        |
| 6.                                                           | Spanyolország (ESP)                                          | 2                                                            | 7                                                            | 3                                                            | 12       |
| 7.                                                           | Németország (GER)                                            | 2                                                            | 6                                                            | 2                                                            | 10       |
| 8.                                                           | Svájc (SUI)                                                  | 2                                                            | 2                                                            | 0                                                            | 4        |
| 9.                                                           | Chile (CHI)                                                  | 2                                                            | 1                                                            | 1                                                            | 4        |
| 10.                                                          | Nemzetközi Csapat (ZZX)                                      | 1                                                            | 3                                                            | 3                                                            | 7        |
| 11.                                                          | Ausztrália (AUS)                                             | 1                                                            | 1                                                            | 3                                                            | 5        |
| 12.                                                          | Csehszlovákia (TCH)                                          | 1                                                            | 1                                                            | 2                                                            | 4        |
| 13.                                                          | Belgium (BEL)                                                | 1                                                            | 0                                                            | 1                                                            | 2        |
| 13.                                                          | Fehéroroszország (BLR)                                       | 1                                                            | 0                                                            | 1                                                            | 2        |
| 13.                                                          | Kína (CHN)                                                   | 1                                                            | 0                                                            | 1                                                            | 2        |
| 13.                                                          | NSZK (FRG)                                                   | 1                                                            | 0                                                            | 1                                                            | 2        |
| 17.                                                          | Kanada (CAN)                                                 | 1                                                            | 0                                                            | 0                                                            | 1        |
| 17.                                                          | Puerto Rico (PUR)                                            | 1                                                            | 0                                                            | 0                                                            | 1        |
|                                                              |                                                              |                                                              |                                                              |                                                              |          |
| 19.                                                          | Svédország (SWE)                                             | 0                                                            | 3                                                            | 5                                                            | 8        |
| 20.                                                          | Csehország (CZE)                                             | 0                                                            | 2                                                            | 4                                                            | 6        |
| 21.                                                          | Argentína (ARG)                                              | 0                                                            | 2                                                            | 3                                                            | 5        |
| 22.                                                          | Japán (JPN)                                                  | 0                                                            | 2                                                            | 1                                                            | 3        |
| 23.                                                          | Görögország (GRE)                                            | 0                                                            | 1                                                            | 1                                                            | 2        |
| 23.                                                          | Hollandia (NED)                                              | 0                                                            | 1                                                            | 1                                                            | 2        |
| 25.                                                          | Ausztria (AUT)                                               | 0                                                            | 1                                                            | 0                                                            | 1        |
| 25.                                                          | Dánia (DEN)                                                  | 0                                                            | 1                                                            | 0                                                            | 1        |
| 25.                                                          | Románia (ROU)                                                | 0                                                            | 1                                                            | 0                                                            | 1        |
|                                                              |                                                              |                                                              |                                                              |                                                              |          |
| 28.                                                          | Horvátország (CRO)                                           | 0                                                            | 0                                                            | 3                                                            | 3        |
| 29.                                                          | Egyesített Csapat (EUN)                                      | 0                                                            | 0                                                            | 2                                                            | 2        |
| 30.                                                          | Ausztrálázsia (ANZ)                                          | 0                                                            | 0                                                            | 1                                                            | 1        |
| 30.                                                          | Cseh Királyság (BOH)                                         | 0                                                            | 0                                                            | 1                                                            | 1        |
| 30.                                                          | Bulgária (BUL)                                               | 0                                                            | 0                                                            | 1                                                            | 1        |
| 30.                                                          | India (IND)                                                  | 0                                                            | 0                                                            | 1                                                            | 1        |
| 30.                                                          | Magyarország (HUN)                                           | 0                                                            | 0                                                            | 1                                                            | 1        |
| 30.                                                          | Norvégia (NOR)                                               | 0                                                            | 0                                                            | 1                                                            | 1        |
| 30.                                                          | Olaszország (ITA)                                            | 0                                                            | 0                                                            | 1                                                            | 1        |
| 30.                                                          | Szerbia (SRB)                                                | 0                                                            | 0                                                            | 1                                                            | 1        |
|                                                              |                                                              |                                                              |                                                              |                                                              |          |
| Összesen                                                     | Összesen                                                     | 66                                                           | 66                                                           | 81                                                           | 213      |

## Aktuális versenyszámok

### Férfi egyes
| Olimpia              | Arany                                     | Ezüst                                   | Bronz                                         |
| 1896, Athén          | John Pius Boland · Nagy-Britannia (GBR)   | Dimitrios Kasdaglis · Görögország (GRE) | Tapavicza Momcsilló · Magyarország (HUN)      |
| 1896, Athén          | John Pius Boland · Nagy-Britannia (GBR)   | Dimitrios Kasdaglis · Görögország (GRE) | Konsztandínosz Paszpátisz · Görögország (GRE) |
| 1900, Párizs         | Lawrence Doherty · Nagy-Britannia (GBR)   | Harold Mahoney · Nagy-Britannia (GBR)   | Reginald Doherty · Nagy-Britannia (GBR)       |
| 1900, Párizs         | Lawrence Doherty · Nagy-Britannia (GBR)   | Harold Mahoney · Nagy-Britannia (GBR)   | Arthur Norris · Nagy-Britannia (GBR)          |
| 1904, St. Louis      | Beals Wright · Egyesült Államok (USA)     | Robert LeRoy · Egyesült Államok (USA)   | Alphonzo Bell · Egyesült Államok (USA)        |
| 1904, St. Louis      | Beals Wright · Egyesült Államok (USA)     | Robert LeRoy · Egyesült Államok (USA)   | Edgar Leonard · Egyesült Államok (USA)        |
| 1908, London         | Josiah Ritchie · Nagy-Britannia (GBR)     | Otto Froitzheim · Németország (GER)     | Wilberforce Eaves · Nagy-Britannia (GBR)      |
| 1912, Stockholm      | Charles Winslow · Dél-afrikai Unió (RSA)  | Harold Kitson · Dél-afrikai Unió (RSA)  | Oscar Kreuzer · Németország (GER)             |
| 1920, Antwerpen      | Louis Raymond · Dél-afrikai Unió (RSA)    | Kumagai Icsija · Japán (JPN)            | Charles Winslow · Dél-afrikai Unió (RSA)      |
| 1924, Párizs         | Vincent Richards · Egyesült Államok (USA) | Henri Cochet · Franciaország (FRA)      | Umberto De Morpurgo · Olaszország (ITA)       |
| 1928–1984            | Nem szerepelt az olimpiai programban      | Nem szerepelt az olimpiai programban    | Nem szerepelt az olimpiai programban          |
| 1988, Szöul          | Miloslav Mečíř · Csehszlovákia (TCH)      | Tim Mayotte · Egyesült Államok (USA)    | Stefan Edberg · Svédország (SWE)              |
| 1988, Szöul          | Miloslav Mečíř · Csehszlovákia (TCH)      | Tim Mayotte · Egyesült Államok (USA)    | Brad Gilbert · Egyesült Államok (USA)         |
| 1992, Barcelona      | Marc Rosset · Svájc (SUI)                 | Jordi Arrese · Spanyolország (ESP)      | Andrej Cserkaszov · Egyesített Csapat (EUN)   |
| 1992, Barcelona      | Marc Rosset · Svájc (SUI)                 | Jordi Arrese · Spanyolország (ESP)      | Goran Ivanišević · Horvátország (CRO)         |
| 1996, Atlanta        | Andre Agassi · Egyesült Államok (USA)     | Sergi Bruguera · Spanyolország (ESP)    | Lijendar Pedzs · India (IND)                  |
| 2000, Sydney         | Jevgenyij Kafelnyikov · Oroszország (RUS) | Tommy Haas · Németország (GER)          | Arnaud Di Pasquale · Franciaország (FRA)      |
| 2004, Athén          | Nicolás Massú · Chile (CHI)               | Mardy Fish · Egyesült Államok (USA)     | Fernando González · Chile (CHI)               |
| 2008, Peking         | Rafael Nadal · Spanyolország (ESP)        | Fernando González · Chile (CHI)         | Novak Đoković · Szerbia (SRB)                 |
| 2012, London         | Andy Murray · Nagy-Britannia (GBR)        | Roger Federer · Svájc (SUI)             | Juan Martín del Potro · Argentína (ARG)       |
| 2016, Rio de Janeiro | Andy Murray · Nagy-Britannia (GBR)        | Juan Martín del Potro · Argentína (ARG) | Nisikori Kei · Japán (JPN)                    |

### Férfi páros
| Olimpia              | Arany                                                                    | Ezüst                                                                                | Bronz                                                                   |
| 1896, Athén          | Nemzetközi Csapat (ZZX) · John Pius Boland (GBR) · Friedrich Traun (GER) | Nemzetközi Csapat (ZZX) · Dimítriosz Petrokókinosz (GRE) · Dimitrios Kasdaglis (GRE) | Nemzetközi Csapat (ZZX) · Edwin Flack (AUS) · George S. Robertson (GBR) |
| 1900, Párizs         | Nagy-Britannia (GBR) · Lawrence Doherty · Reginald Doherty               | Nemzetközi Csapat (ZZX) · Max Decugis (FRA) · Basil Spalding de Garmendia (USA)      | Franciaország (FRA) · Georges de la Chapelle · André Prévost            |
| 1900, Párizs         | Nagy-Britannia (GBR) · Lawrence Doherty · Reginald Doherty               | Nemzetközi Csapat (ZZX) · Max Decugis (FRA) · Basil Spalding de Garmendia (USA)      | Nagy-Britannia (GBR) · Harold Mahoney · Arthur Norris                   |
| 1904, St. Louis      | Egyesült Államok (USA) · Edgar Leonard · Beals Wright                    | Egyesült Államok (USA) · Alphonzo Bell · Robert LeRoy                                | Egyesült Államok (USA) · Joseph Wear · Allen West                       |
| 1904, St. Louis      | Egyesült Államok (USA) · Edgar Leonard · Beals Wright                    | Egyesült Államok (USA) · Alphonzo Bell · Robert LeRoy                                | Egyesült Államok (USA) · Clarence Gamble · Arthur Wear                  |
| 1908, London         | Nagy-Britannia (GBR) · George Hillyard · Reginald Doherty                | Nagy-Britannia (GBR) · Josiah Ritchie · James Parke                                  | Nagy-Britannia (GBR) · Clement Cazalet · Charles Dixon                  |
| 1912, Stockholm      | Dél-afrikai Unió (RSA) · Harold Kitson · Charles Winslow                 | Ausztria (AUT) · Arthur Zborzil · Felix Pipes                                        | Franciaország (FRA) · Albert Canet · Édouard Mény de Marangue           |
| 1920, Antwerpen      | Nagy-Britannia (GBR) · Oswald Turnbull · Maxwell Woosnam                 | Japán (JPN) · Kumagai Icsija · Kasio Szeiicsiró                                      | Franciaország (FRA) · Max Decugis · Pierre Albarran                     |
| 1924, Párizs         | Egyesült Államok (USA) · Vincent Richards · Francis Hunter               | Franciaország (FRA) · Jacques Brugnon · Henri Cochet                                 | Franciaország (FRA) · Jean Borotra · René Lacoste                       |
| 1928–1984            | Nem szerepelt az olimpiai programban                                     | Nem szerepelt az olimpiai programban                                                 | Nem szerepelt az olimpiai programban                                    |
| 1988, Szöul          | Egyesült Államok (USA) · Ken Flach · Robert Seguso                       | Spanyolország (ESP) · Emilio Sánchez · Sergio Casal                                  | Csehszlovákia (TCH) · Miloslav Mečíř · Milan Šrejber                    |
| 1988, Szöul          | Egyesült Államok (USA) · Ken Flach · Robert Seguso                       | Spanyolország (ESP) · Emilio Sánchez · Sergio Casal                                  | Svédország (SWE) · Stefan Edberg · Anders Järryd                        |
| 1992, Barcelona      | Németország (GER) · Boris Becker · Michael Stich                         | Dél-afrikai Köztársaság (RSA) · Wayne Ferreira · Piet Norval                         | Argentína (ARG) · Javier Frana · Christian Miniussi                     |
| 1992, Barcelona      | Németország (GER) · Boris Becker · Michael Stich                         | Dél-afrikai Köztársaság (RSA) · Wayne Ferreira · Piet Norval                         | Horvátország (CRO) · Goran Ivanišević · Goran Prpić                     |
| 1996, Atlanta        | Ausztrália (AUS) · Todd Woodbridge · Mark Woodforde                      | Nagy-Britannia (GBR) · Neil Broad · Tim Henman                                       | Németország (GER) · Marc-Kevin Goellner · David Prinosil                |
| 2000, Sydney         | Kanada (CAN) · Sébastien Lareau · Daniel Nestor                          | Ausztrália (AUS) · Todd Woodbridge · Mark Woodforde                                  | Spanyolország (ESP) · Àlex Corretja · Albert Costa                      |
| 2004, Athén          | Chile (CHI) · Fernando González · Nicolás Massú                          | Németország (GER) · Nicolas Kiefer · Rainer Schüttler                                | Horvátország (CRO) · Mario Ančić · Ivan Ljubičić                        |
| 2008, Peking         | Svájc (SUI) · Roger Federer · Stanislas Wawrinka                         | Svédország (SWE) · Simon Aspelin · Thomas Johansson                                  | Egyesült Államok (USA) · Bob Bryan · Mike Bryan                         |
| 2012, London         | Egyesült Államok (USA) · Bob Bryan · Mike Bryan                          | Franciaország (FRA) · Michaël Llodra · Jo-Wilfried Tsonga                            | Franciaország (FRA) · Julien Benneteau · Richard Gasquet                |
| 2016, Rio de Janeiro | Spanyolország (ESP) · Marc López · Rafael Nadal                          | Románia (ROU) · Florin Mergea · Horia Tecău                                          | Egyesült Államok (USA) · Steve Johnson · Jack Sock                      |

### Női egyes
| Olimpia              | Arany                                             | Ezüst                                         | Bronz                                         |
| 1900, Párizs         | Charlotte Cooper · Nagy-Britannia (GBR)           | Hélène Prévost · Franciaország (FRA)          | Marion Jones · Egyesült Államok (USA)         |
| 1900, Párizs         | Charlotte Cooper · Nagy-Britannia (GBR)           | Hélène Prévost · Franciaország (FRA)          | Hedwiga Rosenbaumová · Cseh Királyság (BOH)   |
| 1904 St. Louis       | Nem szerepelt az olimpiai programban              | Nem szerepelt az olimpiai programban          | Nem szerepelt az olimpiai programban          |
| 1908, London         | Dorothea Douglass Chambers · Nagy-Britannia (GBR) | Dora Boothby · Nagy-Britannia (GBR)           | Joan Winch · Nagy-Britannia (GBR)             |
| 1912, Stockholm      | Marguerite Broquedis · Franciaország (FRA)        | Dorothea Köring · Németország (GER)           | Molla Bjurstedt · Norvégia (NOR)              |
| 1920, Antwerpen      | Suzanne Lenglen · Franciaország (FRA)             | Dorothy Holman · Nagy-Britannia (GBR)         | Kathleen McKane · Nagy-Britannia (GBR)        |
| 1924, Párizs         | Helen Wills · Egyesült Államok (USA)              | Julie Vlasto · Franciaország (FRA)            | Kathleen McKane · Nagy-Britannia (GBR)        |
| 1928–1984            | Nem szerepelt az olimpiai programban              | Nem szerepelt az olimpiai programban          | Nem szerepelt az olimpiai programban          |
| 1988, Szöul          | Steffi Graf · NSZK (FRG)                          | Gabriela Sabatini · Argentína (ARG)           | Zina Garrison · Egyesült Államok (USA)        |
| 1988, Szöul          | Steffi Graf · NSZK (FRG)                          | Gabriela Sabatini · Argentína (ARG)           | Manuela Maleeva · Bulgária (BUL)              |
| 1992, Barcelona      | Jennifer Capriati · Egyesült Államok (USA)        | Steffi Graf · Németország (GER)               | Mary Joe Fernández · Egyesült Államok (USA)   |
| 1992, Barcelona      | Jennifer Capriati · Egyesült Államok (USA)        | Steffi Graf · Németország (GER)               | Arantxa Sánchez Vicario · Spanyolország (ESP) |
| 1996, Atlanta        | Lindsay Davenport · Egyesült Államok (USA)        | Arantxa Sánchez Vicario · Spanyolország (ESP) | Jana Novotná · Csehország (CZE)               |
| 2000, Sydney         | Venus Williams · Egyesült Államok (USA)           | Jelena Gyementyjeva · Oroszország (RUS)       | Szeles Mónika · Egyesült Államok (USA)        |
| 2004, Athén          | Justine Henin-Hardenne · Belgium (BEL)            | Amélie Mauresmo · Franciaország (FRA)         | Alicia Molik · Ausztrália (AUS)               |
| 2008, Peking         | Jelena Gyementyjeva · Oroszország (RUS)           | Gyinara Szafina · Oroszország (RUS)           | Vera Zvonarjova · Oroszország (RUS)           |
| 2012, London         | Serena Williams · Egyesült Államok (USA)          | Marija Sarapova · Oroszország (RUS)           | Viktorija Azaranka · Fehéroroszország (BLR)   |
| 2016, Rio de Janeiro | Mónica Puig · Puerto Rico (PUR)                   | Angelique Kerber · Németország (GER)          | Petra Kvitová · Csehország (CZE)              |

### Női páros
| Olimpia              | Arany                                                        | Ezüst                                                                  | Bronz                                                             |
| 1920, Antwerpen      | Nagy-Britannia (GBR) · Winifred McNair · Kathleen McKane     | Nagy-Britannia (GBR) · Winifred Beamish · Dorothy Holman               | Franciaország (FRA) · Suzanne Lenglen · Élisabeth d’Ayen          |
| 1924, Párizs         | Egyesült Államok (USA) · Hazel Wightman · Helen Wills        | Nagy-Britannia (GBR) · Phyllis Covell · Kathleen McKane                | Nagy-Britannia (GBR) · Dorothy Shepherd-Barron · Evelyn Colyer    |
| 1928–1984            | Nem szerepelt az olimpiai programban                         | Nem szerepelt az olimpiai programban                                   | Nem szerepelt az olimpiai programban                              |
| 1988, Szöul          | Egyesült Államok (USA) · Pam Shriver · Zina Garrison         | Csehszlovákia (TCH) · Jana Novotná · Helena Suková                     | Ausztrália (AUS) · Elizabeth Smylie · Wendy Turnbull              |
| 1988, Szöul          | Egyesült Államok (USA) · Pam Shriver · Zina Garrison         | Csehszlovákia (TCH) · Jana Novotná · Helena Suková                     | NSZK (FRG) · Steffi Graf · Claudia Kohde-Kilsch                   |
| 1992, Barcelona      | Egyesült Államok (USA) · Gigi Fernández · Mary Joe Fernández | Spanyolország (ESP) · Conchita Martínez · Arantxa Sánchez Vicario      | Ausztrália (AUS) · Rachel McQuillan · Nicole Bradtke              |
| 1992, Barcelona      | Egyesült Államok (USA) · Gigi Fernández · Mary Joe Fernández | Spanyolország (ESP) · Conchita Martínez · Arantxa Sánchez Vicario      | Egyesített Csapat (EUN) · Leila Meszhi · Natallja Zverava         |
| 1996, Atlanta        | Egyesült Államok (USA) · Gigi Fernández · Mary Joe Fernández | Csehország (CZE) · Jana Novotná · Helena Suková                        | Spanyolország (ESP) · Conchita Martínez · Arantxa Sánchez Vicario |
| 2000, Sydney         | Egyesült Államok (USA) · Serena Williams · Venus Williams    | Hollandia (NED) · Kristie Boogert · Miriam Oremans                     | Belgium (BEL) · Els Callens · Dominique Van Roost                 |
| 2004, Athén          | Kína (CHN) · Li Ting · Szun Tien-tien (Sun Tiantian)         | Spanyolország (ESP) · Conchita Martínez · Virginia Ruano Pascual       | Argentína (ARG) · Paola Suárez · Patricia Tarabini                |
| 2008, Peking         | Egyesült Államok (USA) · Serena Williams · Venus Williams    | Spanyolország (ESP) · Anabel Medina Garrigues · Virginia Ruano Pascual | Kína (CHN) · Jen Ce (Yan Zi) · Cseng Csie (Zheng Jie)             |
| 2012, London         | Egyesült Államok (USA) · Serena Williams · Venus Williams    | Csehország (CZE) · Andrea Hlaváčková · Lucie Hradecká                  | Oroszország (RUS) · Marija Kirilenko · Nagyja Petrova             |
| 2016, Rio de Janeiro | Oroszország (RUS) · Jekatyerina Makarova · Jelena Vesznyina  | Svájc (SUI) · Bacsinszky Tímea · Martina Hingis                        | Csehország (CZE) · Lucie Šafářová · Barbora Strýcová              |

### Vegyes páros
| Olimpia              | Arany                                                             | Ezüst                                                                 | Bronz                                                                         |
| 1900, Párizs         | Nagy-Britannia (GBR) · Charlotte Cooper · Reginald Doherty        | Nemzetközi Csapat (ZZX) · Hélène Prévost (FRA) · Harold Mahoney (GBR) | Nemzetközi Csapat (ZZX) · Marion Jones (USA) · Lawrence Doherty (GBR)         |
| 1900, Párizs         | Nagy-Britannia (GBR) · Charlotte Cooper · Reginald Doherty        | Nemzetközi Csapat (ZZX) · Hélène Prévost (FRA) · Harold Mahoney (GBR) | Nemzetközi Csapat (ZZX) · Hedwiga Rosenbaumová (BOH) · Archibald Warden (GBR) |
| 1904–1908            | Nem szerepelt az olimpiai programban                              | Nem szerepelt az olimpiai programban                                  | Nem szerepelt az olimpiai programban                                          |
| 1912, Stockholm      | Németország (GER) · Dorothea Köring · Heinrich Schomburgk         | Svédország (SWE) · Sigrid Fick · Gunnar Setterwall                    | Franciaország (FRA) · Marguerite Broquedis · Albert Canet                     |
| 1920, Antwerpen      | Franciaország (FRA) · Suzanne Lenglen · Max Decugis               | Nagy-Britannia (GBR) · Kathleen McKane · Maxwell Woosnam              | Csehszlovákia (TCH) · Milada Skrbková · Ladislav Žemla                        |
| 1924, Párizs         | Egyesült Államok (USA) · Hazel Wightman · Richard Norris Williams | Egyesült Államok (USA) · Marion Jessup · Vincent Richards             | Hollandia (NED) · Kornelia Bouman · Hendrik Timmer                            |
| 1928–2008            | Nem szerepelt az olimpiai programban                              | Nem szerepelt az olimpiai programban                                  | Nem szerepelt az olimpiai programban                                          |
| 2012, London         | Fehéroroszország (BLR) · Viktorija Azaranka · Makszim Mirni       | Nagy-Britannia (GBR) · Laura Robson · Andy Murray                     | Egyesült Államok (USA) · Lisa Raymond · Mike Bryan                            |
| 2016, Rio de Janeiro | Egyesült Államok (USA) · Bethanie Mattek-Sands · Jack Sock        | Egyesült Államok (USA) · Venus Williams · Rajeev Ram                  | Csehország (CZE) · Lucie Hradecká · Radek Štěpánek                            |

## Megszűnt fedett pályás versenyszámok

### Férfi egyes
| Olimpia         | Arany                              | Ezüst                                 | Bronz                                 |
| 1908, London    | Arthur Gore · Nagy-Britannia (GBR) | George Caridia · Nagy-Britannia (GBR) | Josiah Ritchie · Nagy-Britannia (GBR) |
| 1912, Stockholm | André Gobert · Franciaország (FRA) | Charles Dixon · Nagy-Britannia (GBR)  | Tony Wilding · Ausztrálázsia (ANZ)    |

### Férfi páros
| Olimpia         | Arany                                                | Ezüst                                                 | Bronz                                                  |
| 1908, London    | Nagy-Britannia (GBR) · Herbert Barrett · Arthur Gore | Nagy-Britannia (GBR) · George Caridia · George Simond | Svédország (SWE) · Wollmar Boström · Gunnar Setterwall |
| 1912, Stockholm | Franciaország (FRA) · Maurice Germot · André Gobert  | Svédország (SWE) · Carl Kempe · Gunnar Setterwall     | Nagy-Britannia (GBR) · Alfred Beamish · Charles Dixon  |

### Női egyes
| Olimpia         | Arany                                            | Ezüst                                | Bronz                                  |
| 1908, London    | Gwendoline Eastlake-Smith · Nagy-Britannia (GBR) | Angela Greene · Nagy-Britannia (GBR) | Märtha Adlerstråhle · Svédország (SWE) |
| 1912, Stockholm | Edith Hannam · Nagy-Britannia (GBR)              | Sofie Castenschiold · Dánia (DEN)    | Mabel Parton · Nagy-Britannia (GBR)    |

### Vegyes páros
| Olimpia         | Arany                                               | Ezüst                                                    | Bronz                                              |
| 1912, Stockholm | Nagy-Britannia (GBR) · Edith Hannam · Charles Dixon | Nagy-Britannia (GBR) · Helen Aitchison · Herbert Barrett | Svédország (SWE) · Sigrid Fick · Gunnar Setterwall |